# Italiaans voetbalkampioenschap 1907
Het Italiaans voetbalkampioenschap 1907 was het tiende kampioenschap (Scudetto) van Italië. Milan werd voor de derde maal kampioen. FC Torino (nu Torino FC) dat een verderzetting was van FC Torinese nam voor de eerste maal deel en werd meteen vice-kampioen.

## Kwalificatie

### Piëmont
Gespeeld op 13 januari en 3 februari
| Team #1   | Tot.  | Team #2  | 1ste wed | 2de wed |
| --------- | ----- | -------- | -------- | ------- |
| FC Torino | 6 - 2 | Juventus | 2 - 1    | 4 - 1   |

### Lombardije
Gespeeld op 13 januari en 3 februari
| Team #1                       | Tot.  | Team #2     | 1ste wed | 2de wed |
| ----------------------------- | ----- | ----------- | -------- | ------- |
| Milan Cricket & Football Club | 7 - 0 | US Milanese | 6 - 0    | 1 - 0   |

### Ligurië
Gespeeld op 13 januari en 3 februari
| Team #1      | Tot.  | Team #2   | 1ste wed | 2de wed |
| ------------ | ----- | --------- | -------- | ------- |
| Andrea Doria | 4 - 2 | Genoa CFC | 1 - 1    | 3 - 1   |

## Finaleronde
| Team #1                       | Res.            | Team #2                       |
| ----------------------------- | --------------- | ----------------------------- |
| Andrea Doria                  | 0 - 0           | FC Torino                     |
| FC Torino                     | 1 - 1           | Milan Cricket & Football Club |
| Milan Cricket & Football Club | 5 - 0           | Andrea Doria                  |
| Milan Cricket & Football Club | 2 - 2           | FC Torino                     |
| Andrea Doria                  | 0 - 2           | Milan Cricket & Football Club |
| FC Torino                     | 3 - 0 (forfait) | Andrea Doria                  |

|    | Team         | Ptn | Wed | W | G | V | DV | DS | +/− | Opmerking |
| -- | ------------ | --- | --- | - | - | - | -- | -- | --- | --------- |
| 1. | Milan CFC    | 6   | 4   | 2 | 2 | 0 | 10 | 3  | +7  | Kampioen  |
| 2. | Torino       | 5   | 4   | 1 | 3 | 0 | 6  | 3  | +3  |           |
| 3. | Andrea Doria | 1   | 4   | 0 | 1 | 3 | 0  | 10 | −10 |           |

## Winnend team
- Radice
- Meschia
- Moda I
- Bosshard
- Trère II
- Piazza
- Trère I
- Kilpin
- Widmer
- Imhoff
- Mädler
- A. Colombo, Hauser, Parisini en Pedroni II vielen in.

Scudetto:
1898 ·
1899 ·
1900 ·
1901 ·
1902 ·
1903 ·
1904 ·
1905 ·
1906 ·
1907 ·
1908 ·
1909 ·
1909/10 ·
1910/11 ·
1911/12 ·
1912/13 ·
1913/14 ·
1914/15 ·
1915/16 · 1916/17 · 1917/18 · 1918/19 · 
1919/20 ·
1920/21 ·
1921/22 ·
1922/23 ·
1923/24 ·
1924/25 ·
1925/26 ·
1926/27 ·
1927/28 ·
1928/29

Serie A:
1929/30 ·
1930/31 ·
1931/32 ·
1932/33 ·
1933/34 ·
1934/35 ·
1935/36 ·
1936/37 ·
1937/38 ·
1938/39 ·
1939/40 ·
1940/41 ·
1941/42 ·
1942/43 ·
1944/45 ·
1945/46 ·
1946/47 ·
1947/48 ·
1948/49 ·
1949/50 ·
1950/51 ·
1951/52 ·
1952/53 ·
1953/54 ·
1954/55 ·
1955/56 ·
1956/57 ·
1957/58 ·
1958/59 ·
1959/60 ·
1960/61 ·
1961/62 ·
1962/63 ·
1963/64 ·
1964/65 ·
1965/66 ·
1966/67 ·
1967/68 ·
1968/69 ·
1969/70 ·
1970/71 ·
1971/72 ·
1972/73 ·
1973/74 ·
1974/75 ·
1975/76 ·
1976/77 ·
1977/78 ·
1978/79 ·
1979/80 ·
1980/81 ·
1981/82 ·
1982/83 ·
1983/84 ·
1984/85 ·
1985/86 ·
1986/87 ·
1987/88 ·
1988/89 ·
1989/90 ·
1990/91 ·
1991/92 ·
1992/93 ·
1993/94 ·
1994/95 ·
1995/96 ·
1996/97 ·
1997/98 ·
1998/99 ·
1999/00 ·
2000/01 ·
2001/02 ·
2002/03 ·
2003/04 ·
2004/05 ·
2005/06 ·
2006/07 ·
2007/08 ·
2008/09 ·
2009/10 ·
2010/11 ·
2011/12 ·
2012/13 ·
2013/14 ·
2014/15 ·
2015/16 ·
2016/17 .
2017/18 ·
2018/19 ·
2019/20 ·
2020/21 ·
2021/22 ·
2022/23 ·
2023/24 .
2024/25